# Pieni Jänissaari (ö i Norra Karelen, Mellersta Karelen, lat 62,35, long 29,38)
Pieni Jänissaari är en ö i Finland. Den ligger i sjön Orivesi och i kommunen Rääkkylä i den ekonomiska regionen  Mellersta Karelens ekonomiska region  och landskapet Norra Karelen, i den sydöstra delen av landet, 300 km nordost om huvudstaden Helsingfors. Öns area är 0,7 hektar och dess största längd är 120 meter i öst-västlig riktning.